# Spoorlijn Bochum Präsident - Bochum-Riemke
De spoorlijn Bochum Präsident - Bochum-Riemke is een spoorlijn in de Duitse stad Bochum en is als spoorlijn 2152 onder beheer van DB Netze.

## Geschiedenis
De lijn werd door de Preußische Staatseisenbahnen op 1 oktober 1886 geopend.

## Treindiensten
De lijn is bij Deutsche Bahn in gebruik voor goederenvervoer.

## Aansluitingen
In de volgende plaatsen is of was er een aansluiting op de volgende spoorlijnen:
Bochum Präsident
DB 2151, spoorlijn tussen Bochum Präsident en Dortmund aansluiting Flm
DB 2505, spoorlijn tussen Krefeld en Bochum
Bochum-Riemke
DB 2153, spoorlijn tussen Bochum en aansluiting Nordstern
DB 2154, spoorlijn Bochum-Riemke en Wanne-Eickel

## Elektrificatie
Het traject werd in 1966 geëlektrificeerd met een wisselspanning van 15.000 volt 16⅔ Hz.